# Monographies communales
Les monographies communales sont des notices géographiques et historiques rédigées à partir de la seconde moitié du XIXe siècle et décrivant les communes de France  sous leurs différents aspects (géographie, histoire, administration, économie, etc.).  
Elles ont été généralement rédigées par des curés de campagne encouragés par certains évêques, ou par des instituteurs en réponse à des directives générale du ministère de l'Instruction publique qui proposait des formulaires type de quelques pages. Il s'agit de documents manuscrits, de niveau très inégal, généralement conservés dans les Archives départementales.  
Quelques-unes sont disponibles en ligne sur les sites des Archives départementales ou par suite d'initiatives particulières. Certaines ont été perdues.